# پواونو (استان ووتسکی)
پواونو (به لهستانی:  Pławno) یک روستا در لهستان است که در گمینا گیدله واقع شده‌است. پواونو ۱٬۲۰۰ نفر جمعیت دارد.